# Sumner (Iowa)
Sumner – miasto w Stanach Zjednoczonych, w stanie Iowa, w hrabstwach Bremer i Fayette. W 2000 roku liczyło 2106 mieszkańców.